# Полянци
Полянци е село в Западна България. То се намира в община Ихтиман, Софийска област. Населението му е около 200 души.

## География
Село Полянци се намира в планински район. Разположено е в полите на Черни Рид. Намира се на 45 km от София по права линия и на около 60 km по шосе.

## История
По време на турско робско селото се е наричало Малки Калилар.
Основано е през 1878 година. Първият жител на селото е бил от ромски произход и все още съществуват негови потомци от рода Радеви. Преди 70 години селото е прекръстено от Малки Калилар на Полянци. През 2008 година селото празнува 130 години от основаването си.

## Религии
В Полянци единствената практикувана религия е православното християнство. Храмовият празник е на 20 юли (Илинден).

## Редовни събития
Съборът на селото е на храмовия празник Илинден.

## Други
Характерни за селото са малкият брой мъгливи дни. Полянци е изходен пункт за лов. Обозначена туристическа пътека по стария римски път над селото следва стъпките на Самуил към историческата му победа над ромеите. Преходът по нея продължава 2,30 часа. Изходен пункт за туристите е от селото по пътя за Очуша. Черни Рид (Кара баир) е подходящ за автомобилни състезания при труднопроходими условия. В близост до селото има летище за малки самолети и голф клуб с басейн, футболно игрище, тенис корт и конна база. До язовир Искър се стига по прякия път през Живково за около 10 минути.